# Сім'ядоля

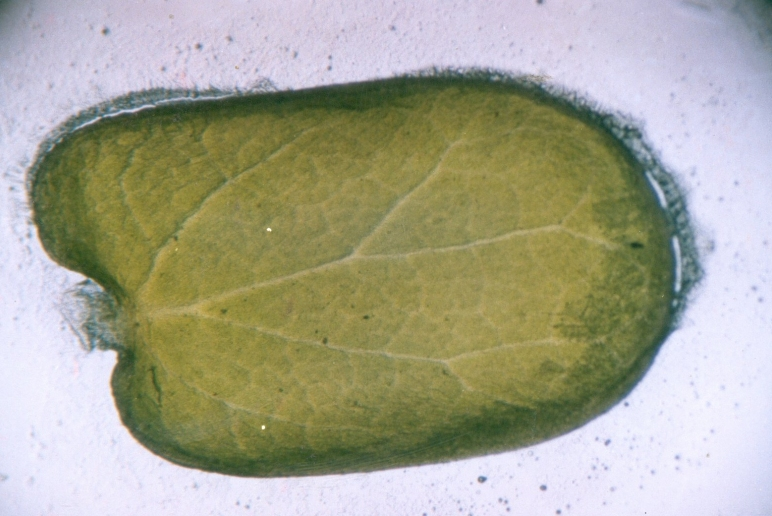
Формування сім'ядолі до накопичення запасів видно в дереві Юди (Cercis siliquastrum).

Сім'ядо́ля (лат. cotyledon < грец. κοτυληδών — «котила», «кубок», «чаша») — важлива складова частина зародка насінини рослини.
Деякі рослини мають дві сім'ядолі.
Сім'ядо́ля — зародкові листки, які розвиваються в насінині. В однодольних рослин одна сім'ядоля, у дводольних — дві. Голонасінні звичайно мають від двох до 24 сім'ядоль; їхня кількість не фіксована і залежить від виду, а в багатьох видів варіюється також від рослини до рослини. Найбільше сім'ядоль серед відомих рослин має вид сосни Pinus maximartinezii, який росте в горах Мексики, — від 18 до 24; на іншому кінці спектру знаходяться такі види, як вічнозелений кипарис, у якого усього дві сім'ядолі.

## Функції сім'ядоль

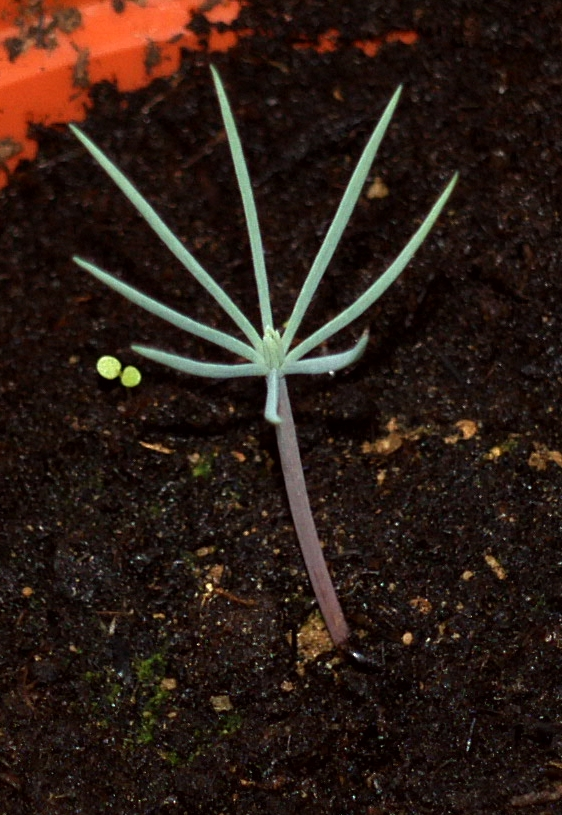
Саджанець Алепської сосни з 8 сім'ядолями.

Сім'ядолі виконують різну функцію. У рослин з надземним наростанням вони виходять на поверхню і фотосинтезують до початку закладання справжніх листків. Можуть виконувати запасальну функцію і на початкових стадіях розвитку спорофіта поглинати й перевідкладати поживні речовини з ендосперму. У злаків єдина сім'ядоля — щиток — виконує поглинальну функцію, асимілюючи при проростанні поживні речовини.